# بات كوبر
بات كوبر (بالإنجليزية: Pat Cooper)‏ هو مقدم برامج إذاعية وممثل أمريكي، ولد في 31 يوليو 1929 ببروكلين في الولايات المتحدة.

## وصلات خارجية
- بات كوبر على موقع IMDb (الإنجليزية)
- بات كوبر على موقع ميوزك برينز (الإنجليزية)
- بات كوبر على موقع أول موفي (الإنجليزية)
- بات كوبر على موقع قاعدة بيانات برودواي على الإنترنت (الإنجليزية)
- بات كوبر على موقع إن إن دي بي (الإنجليزية)
- بات كوبر على موقع ديسكوغز (الإنجليزية)
- بات كوبر على موقع قاعدة بيانات الفيلم (الإنجليزية)